# Bereke Sultan
Bereke Khan (segona meitat del segle XV) fou un cap mongol xibànida, pare del fundador del Kanat de Coràsmia, Ilbars Khan I

## Biografia

### Orígens
Descendia d'Arabshah i per això la dinastia fou anomenada després Dinastia Arabxàhida. Arabshah era fill de Pulad Khan de l'Horda d'Or, i germà d'Ibrahim Oghlan; aquest darrer que fou l'avi d'Abu l-Khayr el fundador del kanat Uzbek (dinastia xibànida, però estrictament abulkhàyrida, ja que xibànida ho eren totes les que descendien de Xiban i, per tant, també ho era la dinastia arabshàhida).
Arabshah va tenir un fill de nom Haji Tuli, esmentat com Tughluk Haji a la Shibani-nameh. Aquest al seu torn va tenir un sol fill, Timur Shaykh que va morir en lluita amb els calmucs. No tenia ni germans ni fills i la seva gent es va dispersar; els aksakals (barbes grises) uigurs quan es van anar a acomiadar de la vídua (la Khanum) es van adonar que una de les diverses concubines o esposes estava en estat i van decidir que no marxarien fins a néixer aquest fill; els naimans que ja havien marxat, se'n van assabentar i també van retornar; la resta de tribus es va repartir entre diversos prínceps. Al cap de sis mesos va néixer un fill, que fou mascle i va ser anomenat Yadigar; llavors diverses tribus van retornar, però els uigurs aksakals i els naimans van conservar el títol de karaxis (fidels).

### Campanyes
Yadigar es va fer gran i va tenir quatre fills: Bereke, Abulek, Aminek i Abak (a la Shibani-name se'ls dona els noms de Burka, Abka, Ablak i Upanek). El gran Bereke Sultan o Burka, fou famós per la seva força i coratge. Vivia a la segona meitat del segle xv i va servir a Abu l-Khayr. El 1455 o 1458 Abu-Saïd de Transoxiana va fer una campanya a Khorasan i Mazanderan i mentre Muhammad Chuki Mirza (Muhàmmad Djuki Mirza), fill de l'exgovernant timúrida Abd al-Latif Mirza, va fugir a terres d'Abu l-Khayr i va ser rebut per aquest, que estava casat amb Rabiga Sultan Begum, germana d'Abd al-Latif i, per tant, tia de Chuki Mirza; aquest va demanar ajut per recuperar els seus dominis ancestrals i Abu l-Khayr va acceptar i va enviar un exèrcit manat pel seu parent Burge, Burka o Bereke Sultan, Bishikda Oghlan (Biskit Oglan), i altres emirs, contra Samarcanda; a l'expedició es van unir alguns emirs txagatais descontents d'Abu Said, i pels antics partidaris del timúrida Ulugh Beg. L'exèrcit va ocupar Taixkent i Shahrukhia, i va creuar el Sihun; el governador de Samarcanda, emir Masud Arghun, va sortir a enfrontar als atacants a un lloc anomenat Sistan, però fou derrotat després d'una forta batalla i es va retirar cap a la ciutat de Samarcanda des d'on va enviar missatgers a Abu Said demanant ajut; els uzbeks van assolar la regió de Transoxiana i van acampar a Kufin (?) i Kermineh. Quan van saber que Abu Said marxava a la zona amb un exèrcit, Bereke Sultan i altres oficials volien defensar el pas de l'Oxus mentre els emirs txagatais volien retirar-se darrere el Sihun i a Shahrukhia. Chuki Mirza va donar suport a aquesta posició i llavors una part de l'exèrcit va desertar a favor d'Abu Said, mentre els uzbeks l'abandonaven i començaven a saquejar la regió de Soghd en el seu retorn. Desorganitzades les forces de Chuki Mirza, aquest i els seus homes es van retirar a Shahrukhia on van quedar assetjats i es van haver de rendir per manca de provisions el 1462/1463.
Vers el 1462 dos caps nogais, Musa Beg i Kujash Mirza, es van enfrontar i el segon va sortir triomfant. Musa va demanar ajut a Bereke. Aquest va acceptar amb la condició que el seu pare Yadigar fos elevat al rang de kan i Musa Beg acceptés servir-lo com un dels seus principals begs. Així, tota la gent de Yadigar fou reunida i aquest fou proclamat kan; llavors Bereke es va disposar a assistir a Musa, hi va sortir amb un exèrcit del que va donar el comandament de l'avantguarda a Musa; era hivern i la neu impedia la marxa, els cavalls no podien i les provisions s'esgotaven. El mateix Musa va demanar la retirada, però Bereke no va accedir; poc després foren albirades les tendes del campament de Kujash Mirza al darrere de la vall de Kir o Ust Urt. El cap nogai fou derrotat i fet presoner, sent executat; el campament fou saquejat; Bereke es va casar amb la filla del cap executat, Malai Khaniadeh; a la primavera van retornar a les seves terres. Yadigar va morir pocs anys després d'això, vers el 1467. Abu l-Khayr va morir el 1468 i la seva gent es va dispersar i el seu net Muhàmmad Xibani va tardar anys a restaurar el poder del seu avi.

### Captura i mort
No se saben les causes però els arabshàhides i en concret Bereke Sultan, eren considerats enemics de Muhàmmad Xibani net d'Abu l-Khayr. Un dia estava Bereke Sultan al campament d'hivern al baix Sir Darya quan fou localitzat per Muhammad Xaibani; al matí el campament fou atacat (i saquejar) i Bereke va poder fugir sense vestir pel glaç i es va poder amagar entre les canyes del riu; a causa del fred el seu pas era irregular i va ensopegar amb una canya i es va ferir la cama; la gent de Xibani el perseguia; un home de nom Inak, de la tribu dels uigurs, es va entregar com si fos Bereke, però portat davant Xibani, aquest el va reconèixer; preguntat perquè ho havia fet, va dir que per permetre al seu senyor fugir; Xibani no el va castigar i va premiar la lleialtat deixant-lo lliure. El rastre de sang va delatar a Bereke que fou finalment atrapat i després executat. La seva vídua va quedar per Khoja Muhammad Sultan, fill d'Abu l-Khayr i, per tant, oncle de Xibani. La dona estava embarassada i va donar a llum a un fill de nom Janibeg Sultan, acceptat com a fill propi de Khoja Muhammad, i que després de la mort de Xibani fou regent del kanat Uzbek.
Bereke va deixar dos fills, Ilbars i Balbars; aquest segons tenia paralitzades les dues cames.